# ボウイ川
ボウイ川（ボウイがわ、英語: Bouie River、しばしば、Bowie River とも）は、アメリカ合衆国ミシシッピ州南部を流れる全長60マイル (97 km)ほどの河川であり、リーフ川の支流である。リーフ川を経て流れは下るので、ボウイ川周辺も、最終的にメキシコ湾に注ぐパスカグーラ川の流域の一部となっている。

## 流路
ボウイ川は、ミシシッピ州シンプソン郡南部に発し、概ね南東方向へ流れ、ジェファーソンデイビス郡とコビントン郡を通って、一部区間では両郡の境界を成し、フォレスト郡北西部に入って、ハッティズバーグでリーフ川に注ぐ。

## 名称
アメリカ地名委員会は、この川の正式名称を、1990年にボウイ川 (Bouie Rive) と定めた。地名情報システムによれば、異称として用いられてきたものには以下がある。
- Bone Creek
- Boue Creek
- Bouie Creek
- Bouyer Creek
- Bovie River
- Bowie Creek（オカトマ・クリーク（英語版）より上流部の呼称）
- Bowie River（オカトマ・クリークより下流部の呼称）
- Boyer Creek
- Buoy Creek